# Hessischer Ministerpräsident
Der Hessische Ministerpräsident ist der Regierungschef des Landes Hessen und führt somit den Vorsitz der hessischen Landesregierung. Rechte, Pflichten und Wahlmodus des Ministerpräsidenten werden in der Verfassung des Landes Hessen festgelegt. Der Amtssitz des hessischen Ministerpräsidenten ist die Staatskanzlei in Wiesbaden.
Der Ministerpräsident leitet die Geschäfte der hessischen Landesregierung und trägt die Verantwortung gegenüber dem Hessischen Landtag, er besitzt also eine Richtlinienkompetenz. Bei Stimmengleichheit in der Landesregierung gibt seine Stimme den Ausschlag. Der Ministerpräsident wird vom Hessischen Landtag auf eine Dauer von fünf Jahren gewählt. Ihm steht das Recht zu, die Zahl der Minister und ihre Geschäftsbereiche festzulegen. Außerdem besitzt er das Begnadigungsrecht und vertritt Hessen nach außen.
Nach der Wahl durch den Hessischen Landtag hat der Ministerpräsident im Landtag folgenden Eid abzulegen:
„Ich schwöre, dass ich das mir übertragene Amt unparteiisch und nach bestem Wissen und Können verwalten sowie Verfassung und Gesetz in demokratischem Geiste befolgen und verteidigen werde.“
Der Ministerpräsident und die Minister können jederzeit zurücktreten. Beim Tod des Ministerpräsidenten oder Zusammentritt eines neugewählten Landtags muss die gesamte Landesregierung zurücktreten.
Der Landtag kann dem Ministerpräsidenten das Misstrauen aussprechen. Ein solcher Antrag muss von einem Sechstel der Abgeordneten gestellt und in einer namentlichen Abstimmung von mehr als der Hälfte der gesetzlichen Abgeordneten befürwortet werden. Kommt ein ungünstiger Beschluss zu Stande, so muss der Ministerpräsident zurücktreten.
Ministerpräsident ist seit dem 31. Mai 2022 Boris Rhein (CDU). Er ist Nachfolger von Volker Bouffier (CDU), der 12 Jahre lang Hessischer Ministerpräsident gewesen war.

## Dienstvilla
Die Villa von Schertel in der Rosselstraße 19 in Wiesbaden ist die denkmalgeschützte Dienstvilla des hessischen Ministerpräsidenten, die zu repräsentativen Zwecken genutzt wird. Die Privatwohnung im Obergeschoss wurde letztmals durch Hans Eichel genutzt.

## Ministerpräsidenten Hessens
Die beiden ersten Ministerpräsidenten nach Kriegsende, Ludwig Bergsträsser (SPD) und Karl Geiler (parteilos), waren nicht gewählt, sondern von der amerikanischen Besatzungsmacht eingesetzt worden. Die erste Landtagswahl nach dem Krieg fand am 1. Dezember 1946 statt.
| #  | Bild | Ministerpräsident             | Amtszeit                              | Partei | Partei    | Wahlen              | Kabinett                               |
| -- | ---- | ----------------------------- | ------------------------------------- | ------ | --------- | ------------------- | -------------------------------------- |
| 1  |      | Karl Geiler (1878–1953)       | 16. Oktober 1945 – 30. November 1946  |        | parteilos | 1946 (Juni)         | Geiler                                 |
| 2  |      | Christian Stock (1884–1967)   | 20. Dezember 1946 – 14. Dezember 1950 |        | SPD       | 1946 (Dez.) 1950    | Stock                                  |
| 3  |      | Georg-August Zinn (1901–1976) | 14. Dezember 1950 – 3. Oktober 1969   |        | SPD       | 1954 1958 1962 1966 | Zinn I Zinn II Zinn III Zinn IV Zinn V |
| 4  |      | Albert Osswald (1919–1996)    | 3. Oktober 1969 – 3. Oktober 1976     |        | SPD       | 1970 1974           | Osswald I Osswald II Osswald III       |
| 5  |      | Holger Börner (1931–2006)     | 12. Oktober 1976 – 24. April 1987     |        | SPD       | 1978 1983           | Börner I Börner II Börner III          |
| 6  |      | Walter Wallmann (1932–2013)   | 24. April 1987 – 5. April 1991        |        | CDU       | 1987                | Wallmann                               |
| 7  |      | Hans Eichel (* 1941)          | 5. April 1991 – 7. April 1999         |        | SPD       | 1991 1995           | Eichel I Eichel II                     |
| 8  |      | Roland Koch (* 1958)          | 7. April 1999 – 31. August 2010       |        | CDU       | 1999 2003 2009      | Koch I Koch II Koch III                |
| 9  |      | Volker Bouffier (* 1951)      | 31. August 2010 – 31. Mai 2022        |        | CDU       | 2013 2018           | Bouffier I Bouffier II Bouffier III    |
| 10 |      | Boris Rhein (* 1972)          | 31. Mai 2022 –                        |        | CDU       | 2023                | Rhein I Rhein II                       |